# Rednak
Rednak je priimek več znanih Slovencev:
- Gorazd Rednak, častnik, obveščevalec
- Miroslav Rednak (*1952), strokovnjak za ekonomiko kmetijstva
- Zoran Rednak (*1980), balinar